# Kentucky Wildcats football
I Kentucky Wildcats sono la squadra di football americano di college che rappresenta l'Università del Kentucky. Partecipa al Divisione I della Football Bowl Subdivision (FBS) della NCAA militando nella Southeastern Conference (SEC). Fondata nel 1891, dal 1973 gioca le partite interne nel Kroger Field, noto precedentemente come Commonwealth Stadium (il nome originale rifletteva il nome ufficiale dello stato del "Commonwealth of Kentucky"). Dal 2013 l'allenatore della squadra è Mark Stoops. La squadra reclama la vittoria di un titolo nazionale, nel 1950.

## Titoli nazionali
L'NCAA non ha mai ufficialmente riconosciuto titoli nazionali tra le istituzioni facenti parti della così detta Bowl Coalition, ma nel 2004 commissionò allo statistico sportivo Jeff Sagarin l'uso del suo modello computazionale per determinare retroattivamente la posizione delle squadre: da tale studio i Kentucky Wildcats risultano vincitori per l'anno 1950.
| Anno                     | Allenatore                 | Selettore                  | Record                   | Bowl       | Risultato                                |
| ------------------------ | -------------------------- | -------------------------- | ------------------------ | ---------- | ---------------------------------------- |
| 1950                     | Paul William "Bear" Bryant | Segarin Ratins, Bill Libby | 11–1                     | Sugar Bowl | Kentucky Wildcats 13, Oklahoma Sooners 7 |
| Totale titoli nazionali: | Totale titoli nazionali:   | Totale titoli nazionali:   | Totale titoli nazionali: | 1          | 1                                        |

## Hall of Famers
Al 2023 due giocatori dei Kentucky Wildcats sono stati inseriti nella Pro Football Hall of Fame per la loro carriera nel football professionistico. 
| Giocatore        | Ruolo | Anno di inserimento | Carriera                                                                                            |
| ---------------- | ----- | ------------------- | --------------------------------------------------------------------------------------------------- |
| George Blanda    | QB, K | 1981                | Chicago Bears, 1949, 1950–58 Baltimore Colts, 1950 Houston Oilers, 1960–66 Oakland Raiders, 1967–75 |
| Dermontti Dawson | C     | 2012                | Pittsburgh Steelers, 1988–2000                                                                      |